# 寺野村 (新潟県)
寺野村（てらのむら）は、かつて新潟県中頸城郡にあった村。

## 沿革
- 1889年（明治22年）4月1日 - 町村制施行に伴い中頸城郡猿供養寺村、東山寺村、久々野村、機織村、大池新田村が合併し、寺野村が発足。
- 1956年（昭和31年）4月1日 - 中頸城郡板倉村に編入され消滅。